# Liste des cathédrales de Nouvelle-Zélande
Cette page recense les cathédrales de Nouvelle-Zélande. 

## Liste

### Église anglicane
La liste suivante recense les cathédrales de l'Église anglicane d'Aotearoa, Nouvelle-Zélande et Polynésie en Nouvelle-Zélande.
| Ville        | Cathédrale                                                                                       | Diocèse                  | Notes                                                                                                 | Coordonnées                       | Illustration |
| ------------ | ------------------------------------------------------------------------------------------------ | ------------------------ | --- | --------------------------------- | ------------ |
| Auckland     | Cathédrale de la Sainte-Trinité Holy Trinity Cathedral                                           | Auckland (en)            | | 36° 51′ 35″ sud, 174° 47′ 01″ est |              |
| Auckland     | Cathédrale Sainte-Marie (en) St Mary's Cathedral                                                 | Auckland (en)            | Ancienne cathédrale de 1897 à 1973                                                                    | 36° 51′ 36″ sud, 174° 47′ 00″ est |              |
| Christchurch | Cathédrale de carton Cardboard Cathedral                                                         | Christchurch (en)        | Pro-cathédrale, construite en remplacement de l'ancienne cathédrale, endommagée par le séisme de 2011 | 43° 31′ 56″ sud, 172° 38′ 34″ est |              |
| Christchurch | Ancienne cathédrale de Christchurch ChristChurch Cathedral                                       | Christchurch (en)        | Endommagée par le séisme de 2011 et démolie par la suite.                                             | 43° 31′ 52″ sud, 172° 38′ 13″ est |              |
| Dunedin      | Cathédrale Saint-Paul (en) St Paul's Cathedral                                                   | Dunedin (en)             | | 45° 52′ 25″ sud, 170° 30′ 09″ est |              |
| Hamilton     | Cathédrale Saint-Pierre (en) St Peter's Cathedral                                                | Waikato et Taranaki (en) | | 37° 47′ 33″ sud, 175° 17′ 11″ est |              |
| Napier       | Cathédrale Saint-Jean-l'Évangeliste de Waiapu (en) Waiapu Cathedral of Saint John the Evangelist | Waiapu                   | | 39° 29′ 20″ sud, 176° 55′ 01″ est |              |
| Nelson       | Cathédrale de l'Église du Christ (en) Christ Church Cathedral                                    | Nelson (en)              | | 41° 16′ 34″ sud, 173° 17′ 01″ est |              |
| New Plymouth | Cathédrale Sainte-Marie de Taranaki (en) Taranaki Cathedral, the Church of St Mary               | Waikato et Taranaki (en) | | 39° 04′ 20″ sud, 174° 05′ 12″ est |              |
| Wellington   | Cathédrale Saint-Paul (en) St. Paul Cathedral                                                    | Wellington (en)          | | 41° 16′ 35″ sud, 174° 46′ 39″ est |              |

### Église catholique
La liste suivante recense les cathédrales de l'Église catholique en Nouvelle-Zélande.
| Ville            | Cathédrale                                                                           | Diocèse          | Notes | Coordonnées                       | Illustration |
| ---------------- | ------------------------------------------------------------------------------------ | ---------------- | --- | --------------------------------- | ------------ |
| Auckland         | Cathédrale Saint-Patrick St Patrick's Cathedral                                      | Auckland         | | 36° 50′ 47″ sud, 174° 45′ 49″ est |              |
| Christchurch     | Pro-cathédrale Notre-Dame (en) St Mary's Pro-Cathedral                               | Christchurch     | Pro-cathédrale, à la suite de la démolition de l'ancienne cathédrale après le séisme de 2011                                             | 43° 31′ 23″ sud, 172° 38′ 21″ est |              |
| Christchurch     | Ancienne cathédrale du Saint-Sacrement (en) Cathedral of the Blessed Sacrament       | Christchurch     | Fermée après le séisme de 2010 et partiellement détruite lors du séisme de 2011. Les travaux de démolition ont été menés à bien en 2021. | 43° 32′ 18″ sud, 172° 38′ 46″ est |              |
| Christchurch     | Future cathédrale (en)                                                               | Christchurch     | En construction ; inauguration prévue en 2025                                                                                            | 43° 31′ 42″ sud, 172° 38′ 14″ est |              |
| Dunedin          | Cathédrale Saint-Joseph (en) St Joseph's Cathedral                                   | Dunedin          | | 45° 52′ 28″ sud, 170° 29′ 52″ est |              |
| Hamilton         | Cathédrale de la Bienheureuse-Vierge-Marie (en) Cathedral of the Blessed Virgin Mary | Hamilton         | | 37° 47′ 25″ sud, 175° 17′ 35″ est |              |
| Palmerston North | Cathédrale du Saint-Esprit Cathedral of the Holy Spirit                              | Palmerston North | | 40° 21′ 06″ sud, 175° 37′ 01″ est |              |
| Wellington       | Cathédrale du Sacré-Cœur Sacred Heart Cathedral                                      | Wellington       | | 41° 16′ 36″ sud, 174° 46′ 34″ est |              |
| Wellington       | Ancienne Cathédrale Sainte-Marie (en) St Mary's Cathedral                            | Wellington       | Construite en 1851, détruite dans un incendie en 1898                                                                                    | 41° 16′ 36″ sud, 174° 46′ 34″ est |              |

### Église orthodoxe
La liste suivante recense les cathédrales de l'Église orthodoxe en Nouvelle-Zélande.
| Ville      | Cathédrale                                                                                       | Diocèse                                         | Coordonnées                       | Illustration |
| ---------- | ------------------------------------------------------------------------------------------------ | ----------------------------------------------- | --------------------------------- | ------------ |
| Wellington | Cathédrale de l'Annonciation-de-la-Vierge-Marie Cathedral of the Annunciation of the Virgin Mary | Métropole orthodoxe grecque de Nouvelle-Zélande | 41° 17′ 51″ sud, 174° 47′ 00″ est |              |